# Otto
För andra betydelser, se Otto (olika betydelser).

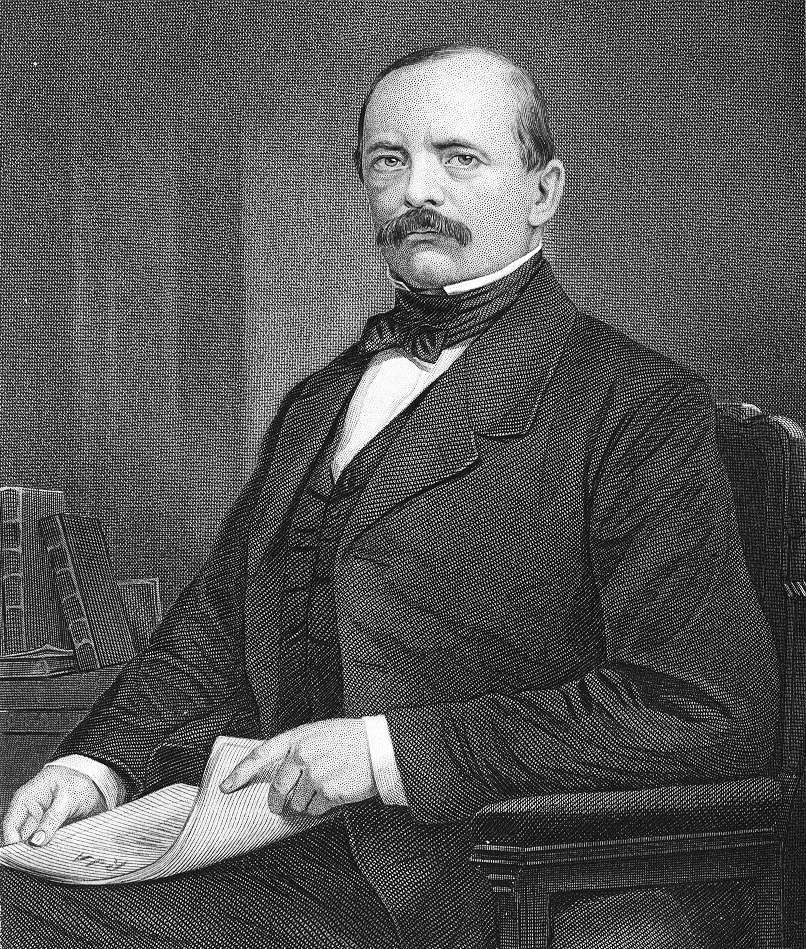
Otto von Bismarck.

Otto är ett mansnamn av tyskt ursprung, en kortform av namn på Ot-, vilka är bildade till ett ord med betydelsen "egendom" eller "rikedom". Betydelsen är troligtvis något i stil med välbesutten eller rik. Namnet har använts av flera tyska kejsare. I Sverige uppfattades namnet i gamla tider snarare som en variant av siffran åtta, och det var vanligt som namn på det åttonde barnet i syskonskaran. En kvinnlig variant är Ottilia.
Namnet var vanligt runt förra sekelskiftet och börjar nu bli vanligare igen. 31 december 2005 fanns totalt 10 372 personer i Sverige med namnet Otto varav 2 322 med det som tilltalsnamn. År 2003 fick 204 pojkar namnet, varav 96 fick det som tilltalsnamn.
Namnsdag: I Sverige 9 april (sedan 1772, tidigare 4 november) efter helgonet Otto av Bamberg. Firas tillsammans med Ottilia. I den finlandssvenska namnsdagslängden har Otto namnsdag 17 april sedan starten 1929, då en egen namnsdagskalender togs i bruk för finlandssvenskar.

## Personer med förnamnet Otto
- Otto av Bamberg (död 1139), tysk biskop och missionär
- Otto av Freising (död 1158), tysk biskop och historiker
- Otto I av Grekland (1815–1867), kung av det självständiga Grekland
- Otto I (Otto den store) (död 973), tysk-romersk kejsare
- Otto Bengtsson, spjutkastare
- Karl Otto Bonnier (1856–1941), bokförläggare
- Karl Otto Bonnier d.y., bokförläggare
- Otto Brandenburg, dansk skådespelare och sångare
- Otto von Bismarck (1815–1898), tysk rikskansler, förenade Tyskland, startade flera krig
- Otto Gustaf Carlsund (1897–1948), målare, grafiker, konstskribent
- Otto Cars, medicinsk professor
- Otto Dietrich (1897–1952), tysk nazistisk ämbetsman, presschef
- Otto Dix (1891–1969), tysk konstnär
- Otto Engelke (1815–1895), svensk industriman
- Otto Evens (1826–1895), dansk skulptör
- Otto von Friesen, runforskare, ledamot av Svenska Akademien
- Otto Gelsted (1888–1968), dansk författare och litteraturkritiker
- Otto Graf Lambsdorff, tysk politiker (FDP)
- Otto Grimlund (1893–1969), svensk politiker
- Otto Grotewohl (1894–1964), östtysk politiker
- Otto von Habsburg (1912–2011), ärkehertig av Österrike, ordförande i EU:s ekonomiska kommission
- Otto Hahn, tysk kemist, mottagare av Nobelpriset i kemi 1944
- Otto Klemperer, tysk dirigent
- Otto Klung, tysk affärsman
- Jens Otto Krag, dansk statsminister
- Otto Krumpen, dansk riddare och riksråd
- Otto Lagercrantz, professor i filologi, universitetsrektor
- Otto Lindblad (1809–1864), tonsättare, kördirigent
- Otto Loewi, österrikisk/tysk-amerikansk farmakolog, mottagare av Nobelpriset i fysiologi eller medicin 1936
- Otto Mann, skolbusschaufför i Springfield
- Otto Nilsson, friidrottare
- Otto Nordenskiöld, fackföreningsman och radiochef
- Otto Nordenskjöld, upptäcktsresande och polarforskare, ledamot av Svenska Akademien
- Otto Olsson, organist och tonsättare
- Otto Scheutz (1902–1996), filmproducent och produktionsledare
- Gustaf Otto Stenbock (1614–1685), greve, militär och ämbetsman
- Otto Stern, tysk fysiker, mottagare av Nobelpriset i fysik 1943
- Otto Sylwan (1864–1954), svensk litteraturhistoriker, högskolerektor
- Otto Wallach (1847–1931), tysk kemist, mottagare av Nobelpriset i kemi 1910
- Otto Warburg (medicinare), tysk läkare, mottagare av Nobelpriset i fysiologi eller medicin 1931
- Carl Otto Werkelid, kulturjournalist, författare
- Otto von Zweigbergk, publicist, chefredaktör på Dagens Nyheter

## Personer med efternamnet Otto
- Carl Eduard Otto, tysk rättslärd
- Carl Wilhelm Fritz Otto, tysk-svensk musikinstrumentmakare
- Ernst Julius Otto, tysk tonsättare
- Gustav Otto, tysk flygplanstillverkare
- Joel Otto, amerikansk ishockeyspelare
- Johan Otto, bergmästare
- Johann Karl Theodor von Otto, tysk teolog
- Karl Otto (1830–1902), tysk målare
- Karl Otto (1856–1923), svensk politiker
- Karl Otto (1904–1975), tysk arkitekt och högskollärare
- Karl Otto (1910–1998), tysk stenograf och uppfinnare
- Karl Anton Dominik von Otto (1723–1797), tysk militär
- Karl Eduard Otto (1795–1869), tysk rättslärd och högskollärare
- Kristin Otto (1966-), östtysk simmerska
- Leopold Otto
- Louise Otto, tysk författare, journalist, redaktör
- Nikolaus Otto, tysk uppfinnare
- Paul Otto (1846–1893), tysk skulptör
- Paul Otto (1878–1943), tysk skådespelare
- Rudolf Otto, tysk teolog, religionsvetare och filosof
- Ægidius Otto, lappfogde